# مادة البقاء لإصلاح فساد الهواء والتحرز من ضرر الأوباء
مادة البقاء لإصلاح فساد الهواء والتحرز من ضرر الأوباء ويُسمى أيضًا مادة البقاء للتميمي هو من أُمهات الكتب التراثية العربية حول البيئة وتلوثها، كتبه محمد بن أحمد التميمي عام 370 هجريًا الموافق 980 ميلاديًا في مصر، وكان قد صنفه للوزير يعقوب بن كلس في مصر. يُعد هذا الكتاب أول كتابٍ عربي عن البيئة وموسوعةً في الطب الوقائي وحماية البيئة.
نُشر الكتاب عام 1999 عبر معهد المخطوطات العربية، وهو من تحقيق ودراسة يحيى شِعَّار. كما حصل الكتاب على «الجائزة العربية في تحقيق التراث» من المنظمة العربية للتربية والثقافة والعلوم عام 1997 ميلاديًا.